# Cravant (Yonne)
Cravant era una comuna francesa situada en el departamento de Yonne, de la región de Borgoña-Franco Condado, que el uno de enero de 2017 pasó a ser una comuna delegada de la comuna nueva de Deux-Rivières al fusionarse con la comuna de Accolay.

## Demografía
| Gráfica de evolución demográfica de Cravant entre 1800 y 2014 |
|                                                               |

Los datos demográficos contemplados en este gráfico de la comuna de Cravant se han cogido de 1800 a 1999 de la página francesa EHESS/Cassini, y los demás datos de la página del INSEE.